# Carl Gottlieb Albrecht
Carl Gottlieb Albrecht (* 1751; † 14. September 1819 in Crossen) war ein deutscher Beamter.

## Leben
Zum Elternhaus und zur Schulbildung von Carl Gottlieb Albrecht liegen keine Erkenntnisse vor.
Er war mit Caroline (geb. Hammer) verheiratet: gemeinsam hatten sie eine Tochter.
Er trat 1772 in den preußischen königlichen Dienst ein und wird 1786 als Regimentsquartiermeister genannt.
1788 wurde er Stadtinspektor in Crossen und trat in dieser Zeit auch einer Freimaurerloge bei; seit 1794 war er Oberakzise- und Zollrat in Posen.
Im August 1796 wurde er nach Küstrin versetzt und kam auf den Dienstposten von George Christian Friedrich von Heydebreck, der nach Stettin versetzt worden war. Carl Gottlieb Albrecht versah das Amt in der neumärkischen Akzisedirektion bis 1806, zuletzt war er Kriegs- und Domänenrat in der Akzisedeputation der Kriegs- und Domänenkammer, bevor er zur Abgabendeputation der neumärkischen Regierung versetzt wurde; dort wurde er 1811 zum Regierungsrat ernannt.
1819 wurde er als Steuerrat im Kreis Arnswalde pensioniert.